# 7 Pułk Zmechanizowany
7 Kołobrzeski pułk zmechanizowany (7 pz) – oddział zmechanizowany Sił Zbrojnych PRL.
W 1962 7 Kołobrzeski pułk piechoty stacjonujący w garnizonie Lublin przeformowany został w 7 Kołobrzeski pułk zmechanizowany i wszedł w skład 3 Pomorskiej Dywizji Zmechanizowanej im. Romualda Traugutta. W 1989 pułk przeformowany został w 7 Ośrodek Materiałowo–Techniczny.

## Skład  (lata 80. XX w)

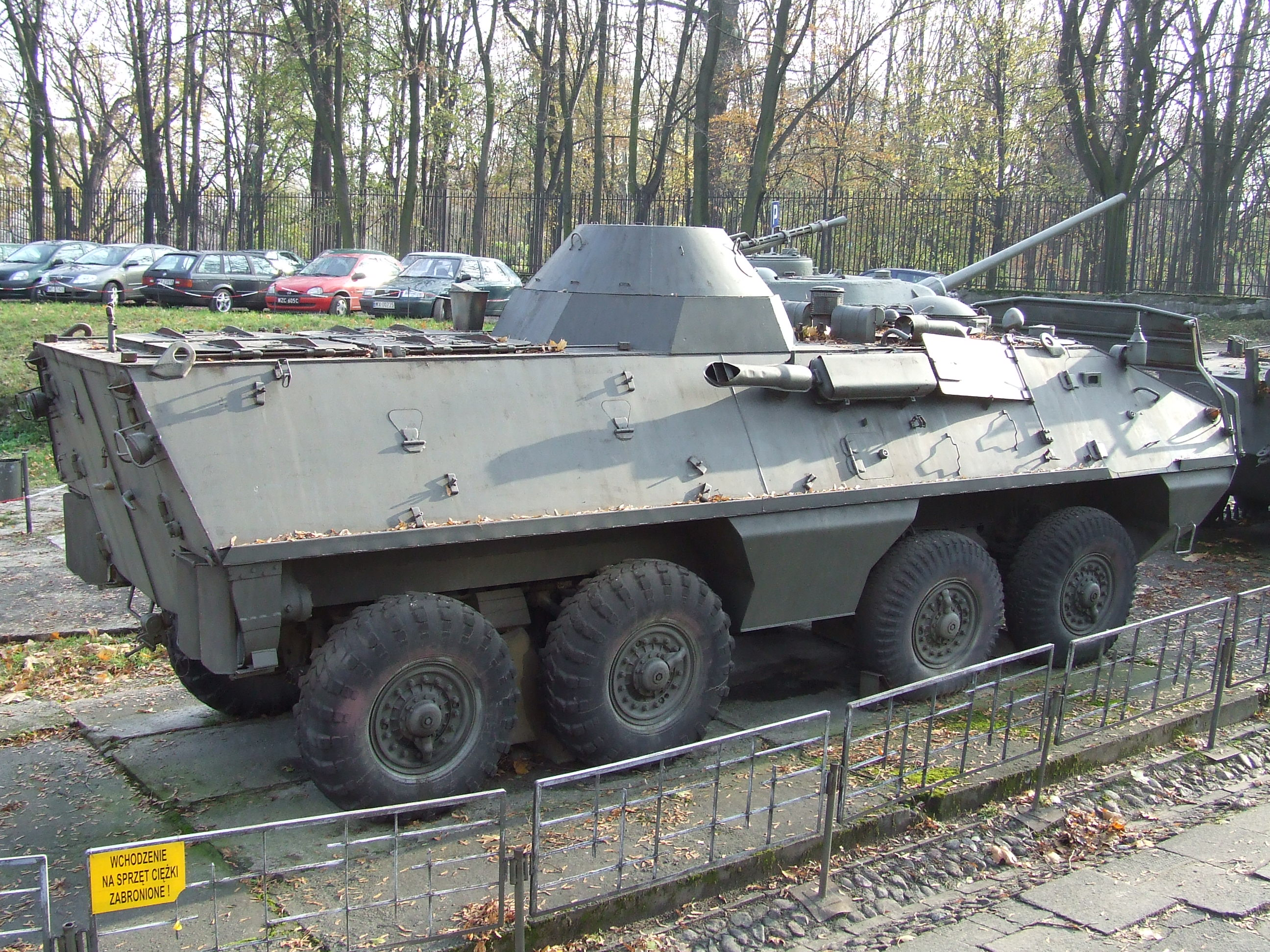
Podstawowy transporter pułku SKOT 2A

- Dowództwo i sztab
  - 3 x bataliony zmechanizowane
  - batalion czołgów
  - kompania rozpoznawcza
  - bateria haubic 122mm
  - bateria ppanc
  - kompania saperów
  - bateria plot
  - kompania łączności
  - kompania zaopatrzenia
  - kompania remontowa
  - kompania medyczna
  - pluton chemiczny
  - pluton ochrony i regulacji ruchu